# Нордхаген, Пер Йонас
Пер Йонас Нордхаген (норв. Per Jonas Nordhagen, род. 30 октября 1929, Берген) — норвежский искусствовед.

## Биография
Он родился в Бергене в семье профессора Рольфа Нордхагена (1894–1979) и Элизабет Мари Мир (1900–1979). Он был внуком Иогана Нордхагена и племянником Олафа Нордхагена. Он был дважды женат; в первый раз на искусствоведе Сигне Хорн Фуглесанг, дочери Рольфа Йоргена Фуглесанга.
Он закончил своё среднее образование в 1948 году и поступил на получение степени магистра искусства (эквивалент доктора философии) в Университете Осло в 1955 году. Он был лектором в Университете Осло с 1962 по 1969 год, а после получения степени доктора философии в 1968 году он стал доцентом Бергенского университета с 1969 по 1973 год. Он руководил Норвежским институтом Университета Осло в Риме с 1973 года, сменив своего наставника Ханса Петера Л’Оранжа, прежде чем стать доцентом Университета Осло с 1976 по 1986 год и профессором Университета Бергена с 1986 по 1999 год. В 1974 году он был избран членом Норвежской академии наук и литературы.

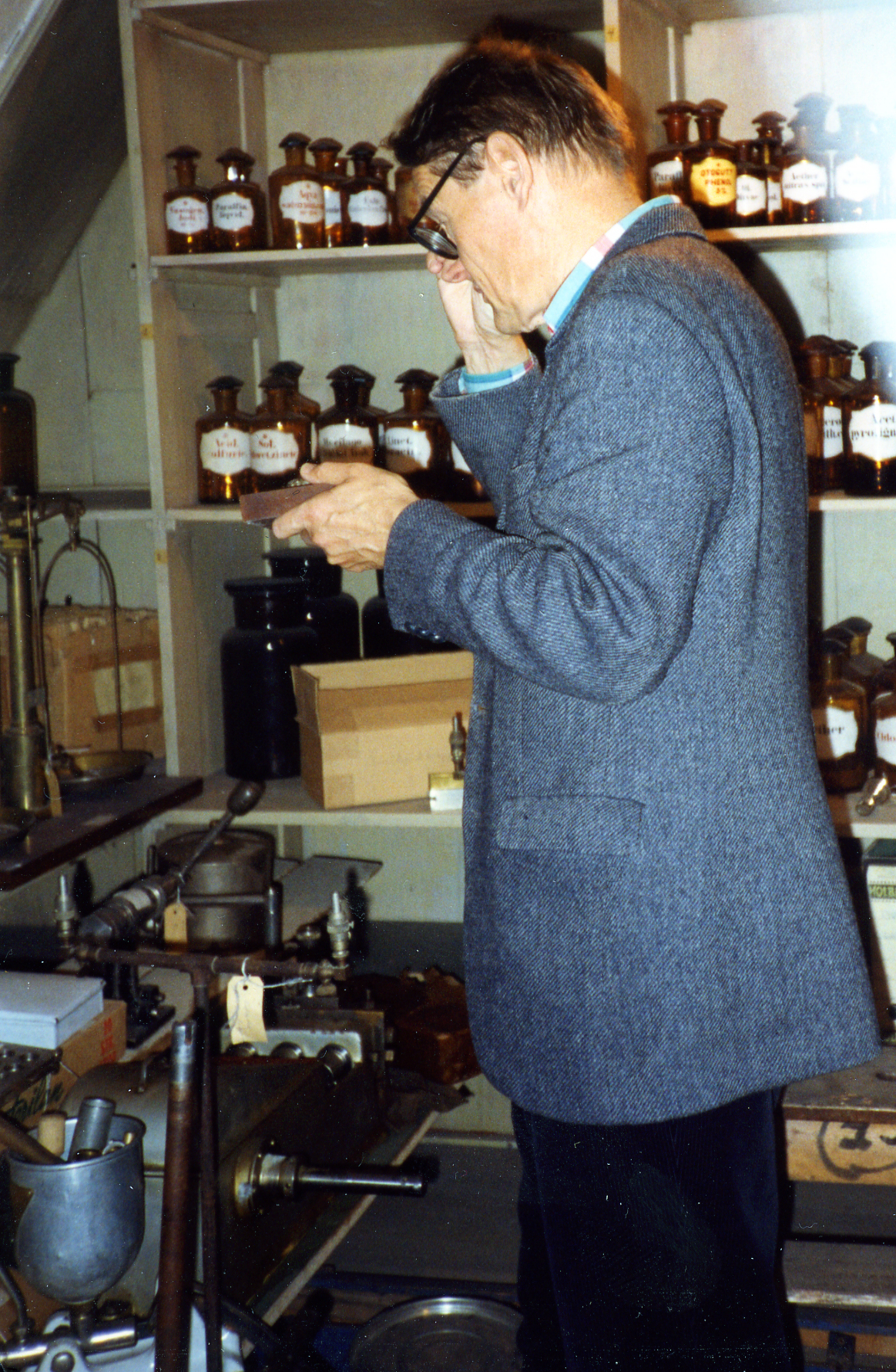
Нордхаген изучает исторические фармацевтические объекты на чердаке Сванааптеки в Бергене в 1991 году. Фото: Нина Алдин Тун

Его особым полем деятельности были римские и византийские мозаики и фрески. Он также занимался архитектурой и защитой зданий, в том числе в Обществе сохранения старинных норвежских памятников. В 1994 году он стал заместителем председателя Национальной галереи Норвегии.